# Don MacKenzie (remero)
Donald Ross MacKenzie –conocido como Don MacKenzie– (Toronto, 30 de diciembre de 1874-Toronto, 12 de noviembre de 1925) fue un deportista canadiense que compitió en remo. Participó en los Juegos Olímpicos de San Luis 1904, obteniendo una medalla de plata en la prueba de ocho con timonel.

## Palmarés internacional
| Juegos Olímpicos | Juegos Olímpicos          | Juegos Olímpicos | Juegos Olímpicos |
| Año              | Lugar                     | Medalla          | Prueba           |
| ---------------- | ------------------------- | ---------------- | ---------------- |
| 1904             | San Luis (Estados Unidos) | Medalla de plata | Ocho con timonel |